# Duncan Sheik
Duncan Scott Sheik (nacido el 18 de noviembre de 1969) es un cantautor y compositor estadounidense, ganador de premios Grammy y Tony. Inicialmente su fama fue adquirida por el sencillo de 1996 «Barely Breathing» incluido en su primer álbum Duncan Sheik. Después expandió su talento a composiciones para bandas sonoras de películas de Hollywood, entre ellas Grandes Esperanzas del mexicano Alfonso Cuarón, así como para producciones de teatro en Broadway. Su éxito puede notarse en el musical Spring Awakening con el que obtuvo múltiples premios Grammy y Tony. Sheik es practicante de budismo en la disciplina Nichiren y es miembro de Söka Gakkia Internacional.

## Discografía

### Álbumes de estudio
- Duncan Sheik (1997)
- Humming (1998)
- Phantom Moon (2001)
- Daylight (2002)
- White Limousine (2006)
- Whisper House (2009)
- Covers 80´s (2011)
- Legerdemain (2015)
- Claptrap (2022)

### Álbumes recopilatorios
- Brighter/Later: A Duncan Sheik Anthology (2006)
- Greatest Hits: A Duncan Sheik Collection (2007)

### EP
- At The Reservoir (1997)
- Humming Along (1998)
- White Limousine EP (2005)

### Singles
| Año  | Canción              | U.S. Hot 100 | U.S. Top 40 Mainstream | U.S Adult Contemporary | U.S. Adult Top 40 | U.S. Hot Dance Club Play | Álbum                         |
| ---- | -------------------- | ------------ | ---------------------- | ---------------------- | ----------------- | ------------------------ | ----------------------------- |
| 1997 | "Barely Breathing"   | 16           | 10                     | 19                     | 2                 | -                        | Duncan Sheik                  |
| 1997 | "Reasons for Living" | -            | -                      | -                      | -                 | 3                        | Duncan Sheik                  |
| 1997 | "She Runs Away"      | -            | -                      | -                      | 24                | -                        | Duncan Sheik                  |
| 1998 | "Wishful Thinking"   | 103          | -                      | -                      | -                 | -                        | Great Expectations Soundtrack |
| 2003 | "On A High"          | -            | -                      | -                      | 21                | 1                        | Daylight                      |